# Shahzad Mirza
Shahzad Mirza (* 24. Juni 1952 in Karatschi; † 24. Januar 2021) war ein pakistanischer Schachspieler. 
Shahzad Mirza vertrat sein Land neunmal bei Schacholympiaden, 1980 bis 1992 sowie 2004 und 2014. Dreimal gehörte er zum Aufgebot bei Asiatischen Mannschaftsmeisterschaften (1983, 1987 und 1989). In Neu-Delhi erreichte er 1983 mit 5 Punkten aus 6 Partien das beste Ergebnis am ersten Reservebrett. 1980 und 1997 wurde er pakistanischer Einzelmeister.
Seit 1985 trug er den Titel Internationaler Meister. Zwei Jahre später erreichte er mit 2340 seine höchste Elo-Zahl. Zuletzt wurde er seit Mai 2017 mit einer Wertung von 2251 geführt. Im Jahr 2014 wurde ihm die Titel eines FIDE-Trainers und eines FIDE-Arbiters zugesprochen. 
Beruflich war Mirza bei der Pakistan International Airlines beschäftigt, außerdem war er Generalsekretär des Pakistanischen Schachverbandes.
Im Januar 2021 verstarb er nach einer Herzoperation und einem weiteren schweren Herzanfall und wurde auf dem PECHS-Friedhof in Karatschi begraben. Er hinterließ seine Ehefrau und zwei Söhne.